# Loro Munu

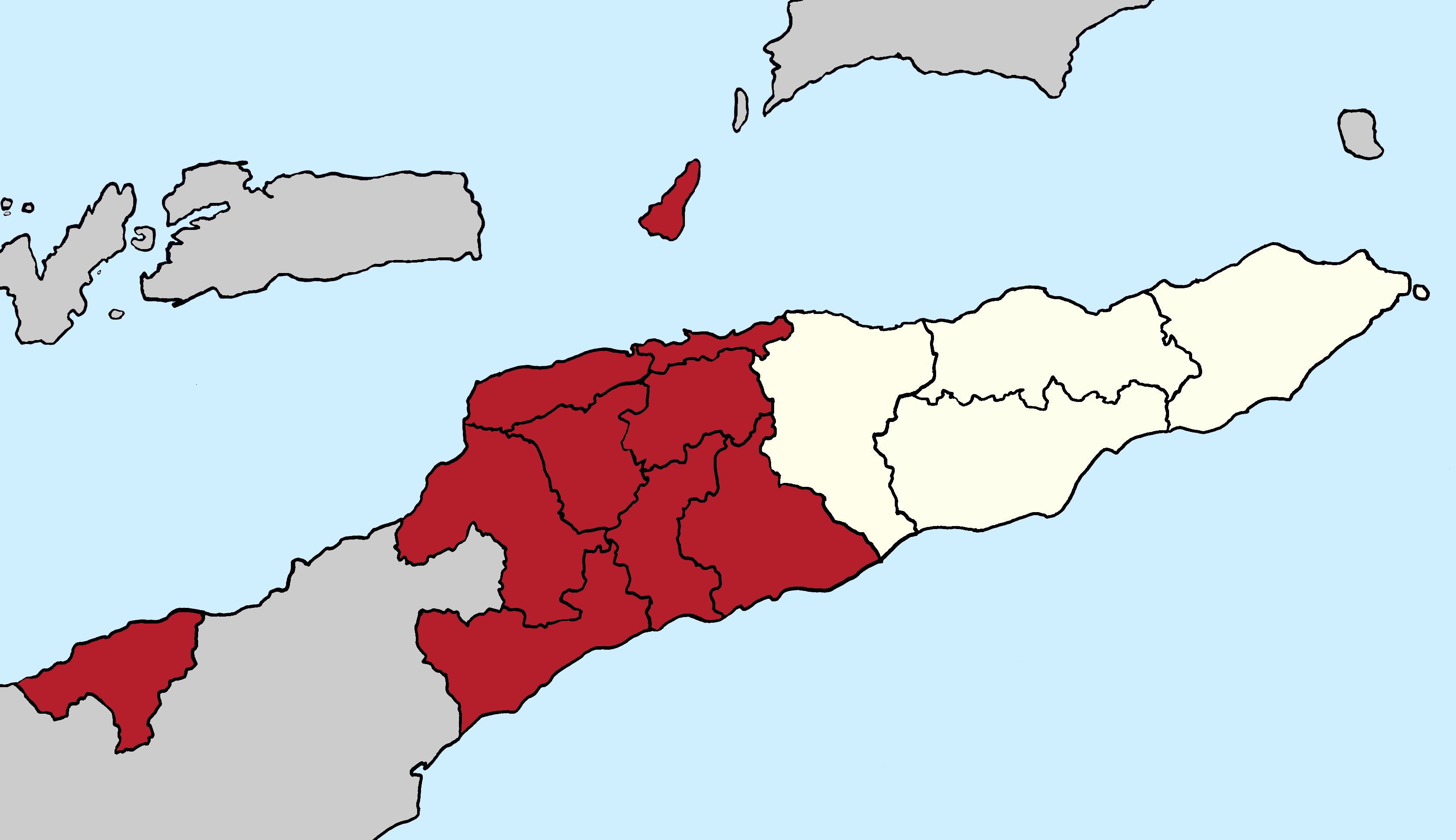
Die kulturellen Regionen Osttimors:
Loro Munu
Loro Sae

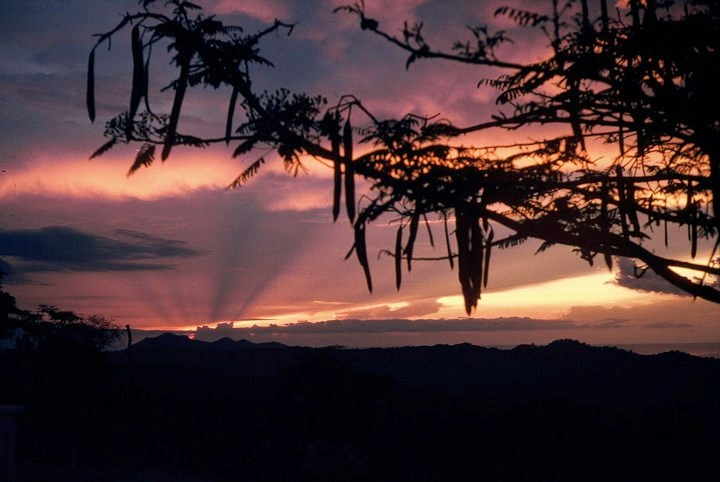
Land der untergehenden Sonne – Sonnenuntergang in Atsabe (Ermera)

Mit Loro Munu wird der westliche Landesteil Osttimors bezeichnet. Früher wurde die Bezeichnung für den Westteil der Insel Timor verwendet, da Loro Munu bedeutet untergehende Sonne oder schlicht Westen. Die Bewohner Loro Munus werden unabhängig ihrer sonstigen ethnischen Zugehörigkeit Kaladi genannt. Im Gegensatz dazu werden der östliche Landesteil Loro Sae und dessen Bewohner Firaku genannt. Die Landeshauptstadt Dili ist, als Schmelztiegel der verschiedenen Ethnien und Gruppen des Landes, Schauplatz von regelmäßigen Straßenkämpfen zwischen Banden aus dem Osten und dem Westen.
Die Bezeichnung Kaladi für die westlichen Osttimoresen leitet sich vermutlich vom portugiesischen calado (still, leise) ab. Gouverneur Luís Augusto de Almeida Macedo berichtet in seinem Tagebuch, wie chinesische Händler verbotene Waren, eventuell Waffen, an die Callady in den Bergen verkauften. Sein Nachfolger Afonso de Castro nennt die Sprache der Einwohner in den Bergen rund um Dili Calado. Den Bewohnern Loro Munus wurde nachgesagt, etwas „langsam und ruhig“ und weit weniger rebellisch zu sein, als Loro Sae. Eine andere Theorie vermutet, dass Kaladi eine Selbstbezeichnung der Mambai war, die später im Tetum als Bezeichnung aller Bewohner der Berge im Zentrum Timors übernommen wurde.
Loro Munu besteht aus den Gemeinden Dili, Aileu, Ainaro, Manufahi, Ermera, Bobonaro, Cova Lima, Liquiçá und der Sonderverwaltungsregion Oe-Cusse Ambeno. Manchmal wird auch die Gemeinde Manatuto noch zum Westen gezählt.
Die Unruhen von 2006 haben, trotz der starken Nationalbewegung aus der das Land entstand, die Teilung des Landes in den Ost- und Westteil wieder hervortreten lassen, die schon vor der Kolonialzeit bestand und einen deutlichen Einfluss auf das alltägliche Leben in Osttimor hat. Das Zentrum der Insel Timor wurde beidseitig der heutigen Grenze vom Reich Wehale und seinem Zentrum Laran beherrscht. Mit dem Osten bestanden nur lockere Bindungen. Eventuell war der Osten Wehale auch tributpflichtig. Als die Insel endgültig zwischen Portugal und den Niederlanden geteilt wurde, brach die Macht Wehales zusammen. Während Laran sich auf die Seite der Niederlande schlug, entschieden sich mehrere bisher von ihm abhängigen Herrscher für ein Bündnis mit den Portugiesen. Diese Gebiete bildeten nun mit den östlichen Gebieten die Kolonie Portugiesisch-Timor.
Kam es auch immer wieder zu internen Streitigkeiten, so waren es doch zumeist nur kurze Stammeskriege, anstatt langwieriger Konflikte. Die Trennung in Ost und West war eher von untergeordneter Bedeutung und wurde zumeist durch politische Interessen überdeckt. Im Bürgerkrieg von 1975 zum Beispiel, ging die Front zwischen FRETILIN und UDT quer durch die Regionen und Volksgruppen. Doch bereits 1975 warnte der FRETILIN-Politiker Mau Lear in seiner Abhandlung „Die Etablierung neuer Beziehungen in Osttimor“ vor den Spannungen zwischen den beiden Landesteilen Osttimors. Nach der Befreiung von der indonesischen Besatzung entwickelte sich aus der schwachen Teilung eine klare Trennlinie. Die Firaku beanspruchen für sich, den größeren Teil des Widerstands gegen die Indonesier geleistet zu haben.
Den Kaladi werfen die Firaku vor, während der indonesischen Besatzung, mit den Besatzern sympathisiert zu haben. Viele der Polizisten, die die Indonesier rekrutiert haben, waren Kaladi. Die UN und das unabhängige Osttimor hat die meisten dieser Polizisten in ihren Dienst übernommen. Der schwelende Konflikt zwischen Polizei und dem Militär, das von Firaku dominiert wird, resultiert daraus.

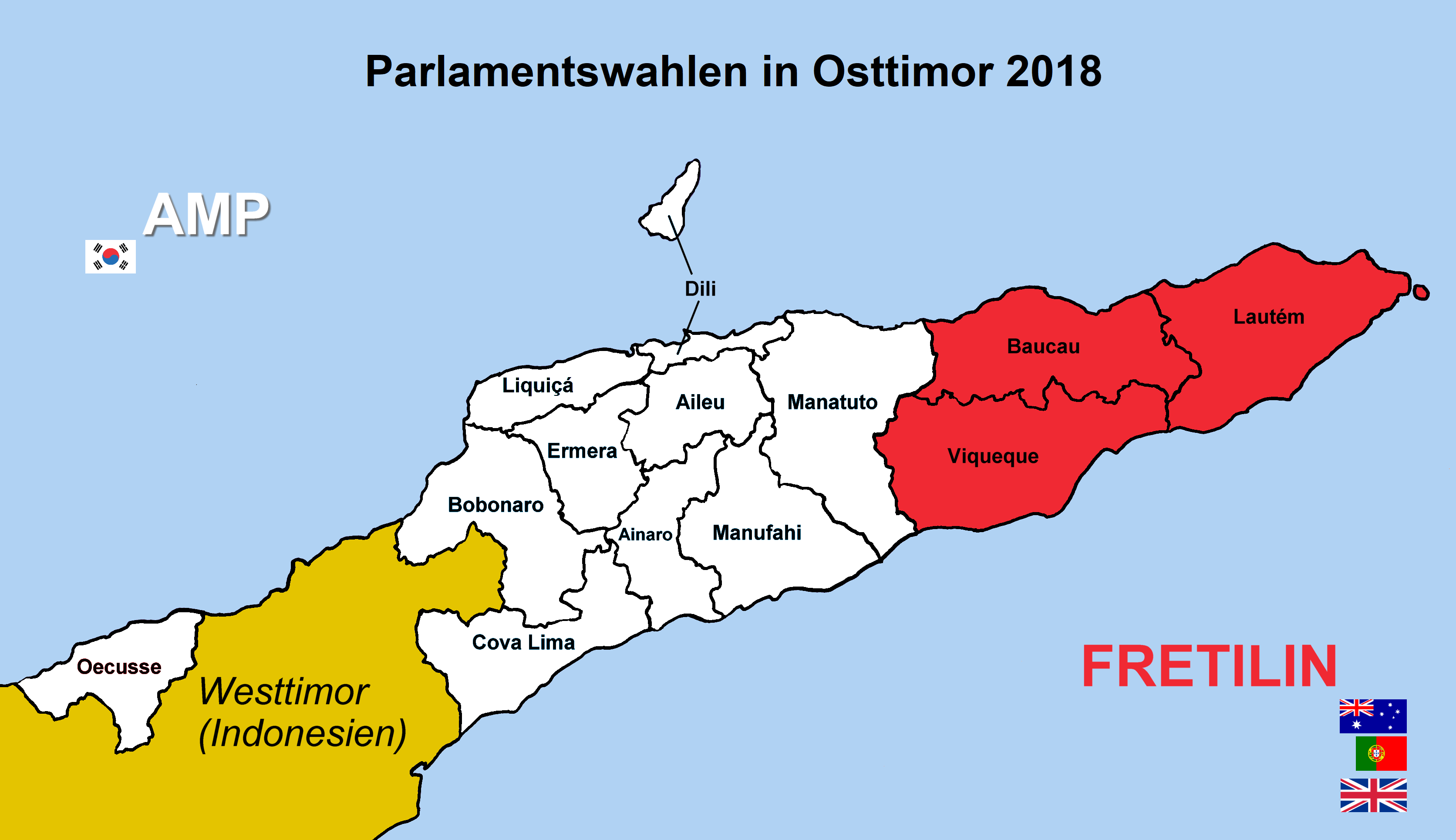
Die stärksten Parteien in den einzelnen Gemeinden bei den Parlamentswahlen 2018

Heute bemerkt man auch eine politische Teilung des Landes. Im Osten dominiert immer noch die linksgerichtete alte Unabhängigkeitspartei FRETILIN, während im Westen die Regierungspartei Congresso Nacional da Reconstrução Timorense in Führung liegt.